# Associazione Sportiva Roma 1958-1959
Questa voce raccoglie le informazioni riguardanti l'Associazione Sportiva Roma nelle competizioni ufficiali della stagione 1958-1959.

## Stagione
La stagione 1958-59 è per la panchina giallorossa una delle più movimentate. La stagione inizia con Gunnar Nordahl allenatore e Toni Busini come direttore tecnico. Alla settima giornata Busini viene mandato via ed è ingaggiato György Sárosi, sempre come direttore tecnico, lasciando allo svedese la carica di allenatore. Una serie di risultati negativi porta Sarosi alle dimissioni dopo la ventiquattresima giornata, lasciando così come allenatore unico Nordahl. Nonostante i continui cambi tecnici la squadra arriva a classificarsi sesta, grazie anche alla classe cristallina e al peso determinante del neo-acquisto, proveniente dalla Lazio: Selmosson, chiamato "Raggio di luna". L'acquisto, costato centotrenta milioni, provoca dure contestazioni da parte dei tifosi biancocelesti.

## Divise
La divisa primaria è costituita da maglia rossa con colletto giallo, pantaloncini bianchi, calze rosse bordate di giallo; in trasferta viene usata una maglia bianca con banda giallorossa tra torace e addome, pantaloncini bianchi e calzettoni bianchi bordati di giallorosso. Viene usata in alcune occasioni un'altra divisa nelle trasferte, costituita da maglia verde con banda giallorossa, pantaloncini neri e calze nere bordate di giallorosso. I portieri hanno una divisa costituita da maglia grigia con colletto a polo giallorosso, pantaloncini neri e calze rosse bordate di giallo.
| Casa | Trasferta | Terza divisa | Portiere |

## Organigramma societario
Di seguito l'organigramma societario.
Area direttiva
- Presidente: Anacleto Gianni

Area tecnica
- Allenatore: Gunnar Nordahl
- Direttore tecnico: Antonio Busini, poi dalla dall'8ª alla 24ª György Sárosi

## Rosa
Di seguito la rosa.
| N. |                   | Ruolo | Calciatore                  |
| -- | ----------------- | ----- | --------------------------- |
|    | Italia (bandiera) | P     | Fabio Cudicini              |
|    | Italia (bandiera) | P     | Luciano Panetti             |
|    | Italia (bandiera) | P     | Luciano Tessari             |
|    | Italia (bandiera) | D     | Giulio Corsini              |
|    | Italia (bandiera) | D     | Silvio Franchi              |
|    | Italia (bandiera) | D     | Giovanni Griffith           |
|    | Italia (bandiera) | D     | Giacomo Losi                |
|    | Italia (bandiera) | D     | Carlo Mazzone               |
|    | Italia (bandiera) | D     | Giosuè Stucchi              |
|    | Italia (bandiera) | C     | Mario David                 |
|    | Italia (bandiera) | C     | Luigi Giuliano              |
|    | Italia (bandiera) | C     | Egidio Guarnacci (capitano) |

| N. |                   | Ruolo | Calciatore        |
| -- | ----------------- | ----- | ----------------- |
|    | Italia (bandiera) | C     | Lamberto Leonardi |
|    | Italia (bandiera) | C     | Enzo Menegotti    |
|    | Italia (bandiera) | C     | Alberto Orlando   |
|    | Italia (bandiera) | C     | Paolo Pestrin     |
|    | Italia (bandiera) | C     | Sergio Tenente    |
|    | Italia (bandiera) | C     | Maurizio Thermes  |
|    | Italia (bandiera) | C     | Franco Zaglio     |
|    | Italia (bandiera) | A     | Dino da Costa     |
|    | Italia (bandiera) | A     | Alcides Ghiggia   |
|    | Italia (bandiera) | A     | Severino Lojodice |
|    | Svezia (bandiera) | A     | Arne Selmosson    |
|    | Italia (bandiera) | A     | Filippo Tasso     |

## Calciomercato
Di seguito il calciomercato.
| Acquisti | Acquisti           | Acquisti     | Acquisti               |
| R.       | Nome               | da           | Modalità               |
| -------- | ------------------ | ------------ | ---------------------- |
| P        | Fabio Cudicini     | Udinese      | definitivo             |
| C        | Mario David        | L.R. Vicenza | definitivo             |
| C        | Antonio Marcellini | Alessandria  | fine prestito          |
| C        | Sergio Tenente     | Triestina    | definitivo             |
| C        | Franco Zaglio      | SPAL         | definitivo             |
| A        | Arne Selmosson     | Lazio        | definitivo (135 Mln £) |
| A        | Filippo Tasso      | Fanfulla     | definitivo             |

| Cessioni | Cessioni             | Cessioni       | Cessioni      |
| R.       | Nome                 | a              | Modalità      |
| -------- | -------------------- | -------------- | ------------- |
| C        | Armando Cavazzuti    | Udinese        | definitivo    |
| C        | Augusto Magli        | -              | fine carriera |
| C        | Antonio Marcellini   | Catania        | definitivo    |
| C        | Giampaolo Menichelli | Sambenedettese | prestito      |
| C        | Alberto Orlando      | Messina        | prestito      |
| C        | Sergio Pellegrini    | ?              | ?             |
| C        | Romano Pontrelli     | Taranto        | definitivo    |
| C        | Francesco Scaratti   | ?              | ?             |
| A        | Egidio Morbello      | SPAL           | definitivo    |
| A        | Gunnar Nordahl       | -              | fine carriera |
| A        | Giuseppe Secchi      | Atalanta       | definitivo    |

## Risultati

### Serie A

#### Girone di andata
| Arbitro: | Campanati (Milano) |

|                           |           |                                      |
| Mariani 24’, 68’ Rosa 79’ | Marcatori | 16’ Zaglio 26’ Lojodice 67’ da Costa |

| Arbitro: | Ubezio (Novara) |

|                               |           |           |
| Lojodice 8’, 24’ da Costa 58’ | Marcatori | 11’ Conti |

| Arbitro: | Rebuffo (Milano) |

|             |           |  |
| Pestrin 52’ | Marcatori |  |

| Arbitro: | Jonni (Macerata) |

|               |           |  |
| Pivatelli 30’ | Marcatori |  |

| Arbitro: | Rigato (Mestre) |

|                                 |           |  |
| da Costa 55’, 67’ Selmosson 76’ | Marcatori |  |

| Arbitro: | Liverani (Torino) |

|                                |           |                          |
| Firmani 49’ Angelillo 70’, 72’ | Marcatori | 5’ Selmosson 8’ Lojodice |

| Arbitro: | Guarnaschelli (Pavia) |

|                                               |           |             |
| Griffith 15’ (rig.) da Costa 54’ Lojodice 90’ | Marcatori | 22’ Savoini |

| Arbitro: | Rigato (Mestre) |

|                                  |           |  |
| Vinício 40’ Del Vecchio 51’, 89’ | Marcatori |  |

| Arbitro: | Marchese (Napoli) |

|               |           |              |
| Selmosson 78’ | Marcatori | 73’ Altafini |

| Arbitro: | Rigato (Mestre) |

|            |           |                                |
| Pozzan 25’ | Marcatori | 9’ Selmosson 51’, 64’ da Costa |

| Arbitro: | Grillo (Napoli) |

|                                       |           |  |
| Lojodice 9’ Ghiggia 35’ Selmosson 70’ | Marcatori |  |

| Arbitro: | Mori (Cremona) |

|                         |           |                            |
| Barison 48’, 74’ (rig.) | Marcatori | 17’ Selmosson 57’ Griffith |

| Arbitro: | Righi (Milano) |

|                           |           |  |
| da Costa 18’ Lojodice 57’ | Marcatori |  |

| Roma 4 gennaio 1959, ore 14:30 14ª giornata | Roma                  | 0 – 2 (A tav.) referto | Alessandria | Stadio Olimpico di Roma (35.000 circa spett.)\| Arbitro: \| Guarnaschelli (Pavia) \| |
| Arbitro:                                    | Guarnaschelli (Pavia) |                        |             |                                                                                      |

| Genova 11 gennaio 1959, ore 14:30 15ª giornata | Sampdoria         | 0 – 0 referto | Roma | Stadio Comunale (20.000 circa spett.)\| Arbitro: \| Marchese (Napoli) \| |
| Arbitro:                                       | Marchese (Napoli) |               |      |                                                                          |

| Livorno 18 gennaio 1959, ore 14:30 16ª giornata | Roma            | 0 – 0 referto | Fiorentina | Stadio Comunale (30.000 circa spett.)\| Arbitro: \| Rigato (Mestre) \| |
| Arbitro:                                        | Rigato (Mestre) |               |            |                                                                        |

| Arbitro: | Jonni (Macerata) |

|                        |           |                           |
| Virgili 61’ Marchi 79’ | Marcatori | 66’ Pestrin 87’ Guarnacci |

#### Girone di ritorno
| Arbitro: | Marchese (Napoli) |

|                      |           |               |
| Guarnacci 66’ (rig.) | Marcatori | 87’ Brighenti |

| Arbitro: | Steiner |

|                           |           |             |
| Cappa 58’ (rig.) Erba 79’ | Marcatori | 81’ Pestrin |

| Arbitro: | Liverani (Torino) |

|              |           |  |
| Santelli 18’ | Marcatori |  |

| Arbitro: | Marchese (Napoli) |

|  |           |            |
|  | Marcatori | 33’ Perani |

| Arbitro: | Jonni (Macerata) |

|                        |           |  |
| Charles 63’ Nicolè 67’ | Marcatori |  |

| Arbitro: | Marchese (Napoli) |

|                            |           |                    |
| da Costa 42’ Selmosson 52’ | Marcatori | 46’, 55’ Angelillo |

| Arbitro: | Bonetto (Torino) |

|                                        |           |              |
| Conti 17’, 26’ Savoini 34’ Campana 82’ | Marcatori | 52’ da Costa |

| Arbitro: | De Marchi (Pordenone) |

|                                                                       |           |  |
| Lojodice 7’ Pestrin 9’, 74’ da Costa 13’, 23’, 61’ Selmosson 62’, 85’ | Marcatori |  |

| Arbitro: | Annoscia (Bari) |

|                                        |           |            |
| Galli 11’ Altafini 30’, 43’ Grillo 45’ | Marcatori | 85’ Zaglio |

| Arbitro: | Bonetto (Torino) |

|                                         |           |  |
| Lojodice 22’ Selmosson 81’ da Costa 87’ | Marcatori |  |

| Udine 19 aprile 1959, ore 15:30 28ª giornata | Udinese            | 0 – 0 referto | Roma | Stadio Moretti (10.000 circa spett.)\| Arbitro: \| Famulari (Messina) \| |
| Arbitro:                                     | Famulari (Messina) |               |      |                                                                          |

| Arbitro: | Pieri (Trieste) |

|                                          |           |  |
| Selmosson 4’, 35’, 54’, 85’ da Costa 38’ | Marcatori |  |

| Arbitro: | Marchese (Napoli) |

|             |           |  |
| Rozzoni 61’ | Marcatori |  |

| Arbitro: | Guigue |

|            |           |              |
| Tacchi 50’ | Marcatori | 4’ Selmosson |

| Arbitro: | Caputo (Napoli) |

|                   |           |  |
| Zaglio 12’ (rig.) | Marcatori |  |

| Arbitro: | Pieri (Trieste) |

|            |           |           |
| Hamrin 14’ | Marcatori | 80’ Tasso |

| Arbitro: | Jonni (Macerata) |

|                                             |           |                    |
| Lojodice 15’, 85’ Selmosson 45+1’ Tasso 81’ | Marcatori | 57’ (rig.) Mazzero |

### Coppa Italia
| Arbitro: | Grillo (Napoli) |

|  |           |             |
|  | Marcatori | 28’ Pestrin |

| Arbitro: | Annoscia (Bari) |

|  |           |              |
|  | Marcatori | 47’ Calegari |

### Coppa delle Fiere
| Arbitro: | Jorgensen |

|                |           |                             |
| Kellermann 69’ | Marcatori | 25’ Tasso 74’, 77’ da Costa |

| Arbitro: | Clough |

|           |           |            |
| Tasso 23’ | Marcatori | 4’ Gollnow |

| Arbitro: | Cohler |

|                              |           |  |
| van Dormeal 35’ Janssens 61’ | Marcatori |  |

| Arbitro: | Asensi |

|              |           |                  |
| da Costa 23’ | Marcatori | 52’ Van Den Berg |

## Statistiche

### Statistiche di squadra
Di seguito le statistiche di squadra.
| Competizione      | Punti | In casa | In casa | In casa | In casa | In casa | In casa | In trasferta | In trasferta | In trasferta | In trasferta | In trasferta | In trasferta | Totale | Totale | Totale | Totale | Totale | Totale | DR  |
| Competizione      | Punti | G       | V       | N       | P       | Gf      | Gs      | G            | V            | N            | P            | Gf           | Gs           | G      | V      | N      | P      | Gf     | Gs     | DR  |
| ----------------- | ----- | ------- | ------- | ------- | ------- | ------- | ------- | ------------ | ------------ | ------------ | ------------ | ------------ | ------------ | ------ | ------ | ------ | ------ | ------ | ------ | --- |
| Serie A           | 35    | 17      | 11      | 4       | 2       | 40      | 10      | 17           | 1            | 7            | 9            | 17           | 31           | 34     | 12     | 11     | 11     | 57     | 41     | +16 |
| Coppa Italia      | -     | 1       | 0       | 0       | 1       | 0       | 1       | 1            | 1            | 0            | 0            | 1            | 0            | 2      | 1      | 0      | 1      | 1      | 1      | 0   |
| Coppa delle Fiere | -     | 2       | 0       | 2       | 0       | 2       | 2       | 2            | 1            | 0            | 1            | 3            | 3            | 4      | 1      | 2      | 1      | 5      | 5      | 0   |
| Totale            | -     | 20      | 11      | 6       | 3       | 42      | 13      | 20           | 3            | 7            | 10           | 21           | 34           | 40     | 14     | 13     | 13     | 63     | 47     | +16 |

### Andamento in campionato
| Giornata  | 1 | 2 | 3 | 4 | 5 | 6 | 7 | 8 | 9 | 10 | 11 | 12 | 13 | 14 | 15 | 16 | 17 | 18 | 19 | 20 | 21 | 22 | 23 | 24 | 25 | 26 | 27 | 28 | 29 | 30 | 31 | 32 | 33 | 34 |
| --------- | - | - | - | - | - | - | - | - | - | -- | -- | -- | -- | -- | -- | -- | -- | -- | -- | -- | -- | -- | -- | -- | -- | -- | -- | -- | -- | -- | -- | -- | -- | -- |
| Luogo     | T | C | C | T | C | T | C | T | C | T  | C  | T  | C  | C  | T  | C  | T  | C  | T  | T  | C  | T  | C  | T  | C  | T  | C  | T  | C  | T  | T  | C  | T  | C  |
| Risultato | N | V | V | P | V | P | V | P | N | V  | V  | N  | V  | P  | N  | N  | N  | N  | P  | P  | P  | P  | N  | P  | V  | P  | V  | N  | V  | P  | N  | V  | N  | V  |
| Posizione | 6 | 4 | 2 | 6 | 3 | 7 | 4 | 7 | 6 | 5  | 3  | 3  | 3  | 4  | 5  | 6  | 6  | 5  | 6  | 7  | 8  | 10 | 10 | 10 | 9  | 10 | 7  | 9  | 8  | 9  | 9  | 9  | 8  | 6  |

Legenda:

Luogo: C = Casa; T = Trasferta. Risultato: V = Vittoria; N = Pareggio; P = Sconfitta.

### Statistiche dei giocatori
Desunte dai tabellini del Corriere dello Sport.
| Giocatore    | Serie A  | Serie A | Coppa Italia | Coppa Italia | Coppa delle Fiere | Coppa delle Fiere | Totale   | Totale |
| Giocatore    | Presenze | Reti    | Presenze     | Reti         | Presenze          | Reti              | Presenze | Reti   |
| ------------ | -------- | ------- | ------------ | ------------ | ----------------- | ----------------- | -------- | ------ |
| F. Cudicini  | 2        | -4      | 2            | -1           | 4                 | -4                | 8        | -9     |
| L. Panetti   | 32       | -37     | 0            | -0           | 1                 | 0                 | 33       | -37    |
| L. Tessari   | 0        | -0      | 0            | -0           | 1                 | -1                | 1        | -1     |
| G. Corsini   | 31       | 0       | 1            | 0            | 2                 | 0                 | 34       | 0      |
| S. Franchi   | 0        | 0       | 0            | 0            | 1                 | 0                 | 1        | 0      |
| G. Griffith  | 33       | 2       | 2            | 0            | 4                 | 0                 | 39       | 2      |
| G. Losi      | 18       | 0       | 1            | 0            | 4                 | 0                 | 23       | 0      |
| C. Mazzone   | 2        | 0       | 0            | 0            | 0                 | 0                 | 2        | 0      |
| G. Stucchi   | 22       | 0       | 2            | 0            | 2                 | 0                 | 26       | 0      |
| M. David     | 21       | 0       | 2            | 0            | 3                 | 0                 | 26       | 0      |
| L. Giuliano  | 1        | 0       | 0            | 0            | 1                 | 0                 | 2        | 0      |
| E. Guarnacci | 24       | 2       | 2            | 0            | 3                 | 0                 | 29       | 2      |
| L. Leonardi  | 2        | 0       | 1            | 0            | 2                 | 0                 | 5        | 0      |
| E. Menegotti | 12       | 0       | 1            | 0            | 2                 | 0                 | 15       | 0      |
| P. Pestrin   | 22       | 5       | 1            | 1            | 2                 | 0                 | 25       | 6      |
| A. Orlando   | 0        | 0       | 0            | 0            | 1                 | 0                 | 1        | 0      |
| M. Thermes   | 1        | 0       | 1            | 0            | 0                 | 0                 | 2        | 0      |
| F. Zaglio    | 30       | 3       | 2            | 0            | 2                 | 0                 | 34       | 3      |
| D. da Costa  | 27       | 15      | 2            | 0            | 3                 | 3                 | 32       | 18     |
| A. Ghiggia   | 29       | 1       | 1            | 0            | 4                 | 0                 | 34       | 1      |
| S. Lojodice  | 29       | 11      | 1            | 0            | 2                 | 0                 | 32       | 11     |
| A. Selmosson | 33       | 16      | 1            | 0            | 2                 | 0                 | 36       | 16     |
| F. Tasso     | 3        | 2       | 0            | 0            | 2                 | 2                 | 5        | 4      |

## Giovanili

### Piazzamenti
- Primavera: 
  - Torneo di Viareggio: 4º posto

### Videografia
- Manuela Romano (a cura di), La storia della A.S. Roma (10 DVD-Video), Corriere dello Sport, Rai Trade, 2006.